# Lemanskiite
La lemanskiite è un minerale.